# Radio Universidad Nacional del Litoral
La Radio Universidad Nacional del Litoral, es una emisora de amplitud modulada, perteneciente a la Universidad Nacional del Litoral, que se ubica en la ciudad de Santa Fe, en Argentina.

## Historia
LT10 fue fundada el 18 de Agosto de 1931. 
Originalmente la transmisión solo abarcaba a la ciudad y sus alrededores, siendo generada en el edificio de la Facultad de Ingeniería Química. La programación era de estilo rural, sin publicidad, en los que se destacaban las noticias del Ámbito universitario, ganadero, comentarios sobre literatura, arte y ciencias naturales.

### Década de 1960
El 21 de septiembre de 1961 se estrena equipamiento técnico más avanzado, que, entre otras ventajas, permitía amplificar la cobertura de la señal. Al mismo tiempo, se cambió la frecuencia de transmisión, de 1400 kHz. al 1020 kHz. Ese día se realizó un concierto de violín y piano para inaugurar el nuevo equipamiento, que contó con la presencia del violinista norteamericano Michael Tree y el pianista italiano Alfredo Rossi.

En esos años, ocuparon la dirección artística los escritores Eduardo Gudiño Kieffer y Edgardo Pesante, en tanto en la dirección de la radio se desempeñó Luis Horacio Bonaparte.

### Décadas de 1970 y 1980
La emisora se centró en informar sobre los conflictos políticos que afectaban a la Argentina, que desembocó en el Proceso de Reorganización Nacional

A partir de 1983, con la reapertura democrática, empieza una nueva etapa en la vida de LT 10, caracterizada por el pluralismo, el respeto a los derechos humanos, la diversidad, la lucha por la justicia y una visión crítica de la realidad. 
En esta etapa surge en la radio un "nuevo periodismo" de la mano de: Jorge Conti, Juan Carlos Tizziani, Marta Fassino, Guillermo Tepper, Rogelio Alaníz, Mario Cáffaro, Miguel Cello, entre muchos que subieron y destacaron a la emisora, hasta estos días. 

También se arma un equipo en deportes, con Rodolfo Raviolo, Eduardo González Riaño, Oscar Bergesio y más tarde Walter Saavedra y Fabián Mazzi.

### Década de 1990 y siguientes
Se caracterizó por varios cambios que desempeñaron: 
- La actualización tecnológica (incorporación de la telefonía celular a la producción, nuevo transmisor, transmisiones vía Internet, etc.),
- Lanzamiento de la  Frecuencia Modulada en 107.3 MHz, hoy en 103.5 MHz.[1]

Labores comunitarias
Durante las inundaciones en 2003 y 2007, en la ciudad, la emisora fue la única que desempeñó una gran labor comunitaria, brindando ayuda a las personas afectadas, con programación las 24 horas con notaciones urgentes.

También ha desempeñado campañas para ayudar a la población en sí, en las que se destacan:
- Campaña de la Leche (donde la comunidad aportaba 1 litro o más de leche para los comedores escolares o repartirlos a la comunidad indigente).
- Campaña del Útil (en el regreso a clases, a los chicos que no podían ingresar a la escuela con facilidad, para ayudarlos en ropa y útiles escolares).

Noticias
Transmite cada media hora, un compacto de noticias de aproximadamente 3 minutos, y un boletín ganadero en día hábil dos veces a día.

Año 2020
Hoy, LT10 y los medios de la Universidad Nacional del Litoral se han convertido en una potente usina generadora de contenidos que se comparten a través de las más diversas plataformas.
LT10 AM 1020, FM X 103.5, lt10.com.ar y LitusTV, conforman un complejo multimedial capaz de generar y transmitir información a través de todos y cada uno de los dispositivos tecnológicos al alcance de sus audiencias.